# Hero și Leandru

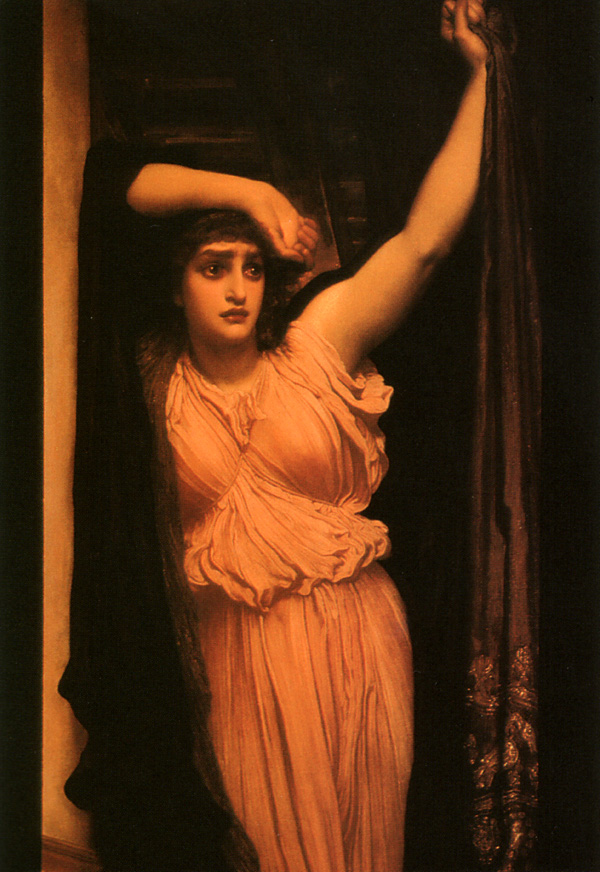
Ultima veghe a lui Hero de Frederic Leighton, înfățișând-o pe Hero cum îl așteaptă cu nerăbdare pe Leandru în timpul furtunii

Hero și Leandru este mitul grecesc care relatează povestea lui Hero (în greacă veche Ἡρώ Hērṓ;[hɛː.rɔ̌ː]), o preoteasă a Afroditei (Venus în mitologia romană), care locuia într-un turn din Sestos, pe partea europeană a Helespontului, și a lui Leandru (în greacă veche Λέανδρος, Léandros), un tânăr din Abydos, de pe partea opusă a strâmtorii. Leandru s-a îndrăgostit de Hero și în fiecare seară traversa Hellespont pentru a petrece timp cu ea. Hero aprindea o lampă în vârful turnului ei pentru a-i ghida drumul.
Convinsă de cuvintele dulci ale lui Leandru, care susținea că Afrodita, zeița iubirii și a sexului, ar disprețui să fie venerată de către o fecioară, Hero cedează farmecelor sale și cei doi fac dragoste. Relația lor secretă de dragoste a durat o lungă vară fierbinte. Ei fuseseră de acord ca iarna să se despartă, iar primăvara să se întâlnească din nou, din pricina cursului apelor. Într-o noapte furtunoasă de iarnă, Leandru a văzut torța din vârful turnului lui Hero. Vântul puternic de iarnă a stins lumina lui Hero, iar Leandru și-a pierdut drumul și s-a înecat. Când Hero i-a văzut trupul neînsuflețit, s-a aruncat din turn și a murit pentru a fi cu el.
Trupurile lor îmbrățișate au fost purtate de ape până la mal, unde au fost îngropate împreună.

## Atestări
Studiile indică faptul că mitul este atestat în lucrarea Heroides (Eroinele) a lui Ovidiu, în Georgicii lui Vergiliu și în poemul epic al poetului Mousaios (sau Musaeus).
Double Heroides - Eroinele sau Scrisorile unor eroine (atribuit lui Ovidiu) tratează narațiunea în 18 și 19, un schimb de scrisori între îndrăgostiți. Leandru nu poate înota spre turnul lui Hero din cauza vremii nefavorabile; chemarea ei stăruitoare se va dovedi fatală pentru iubitul ei.

### În literatură

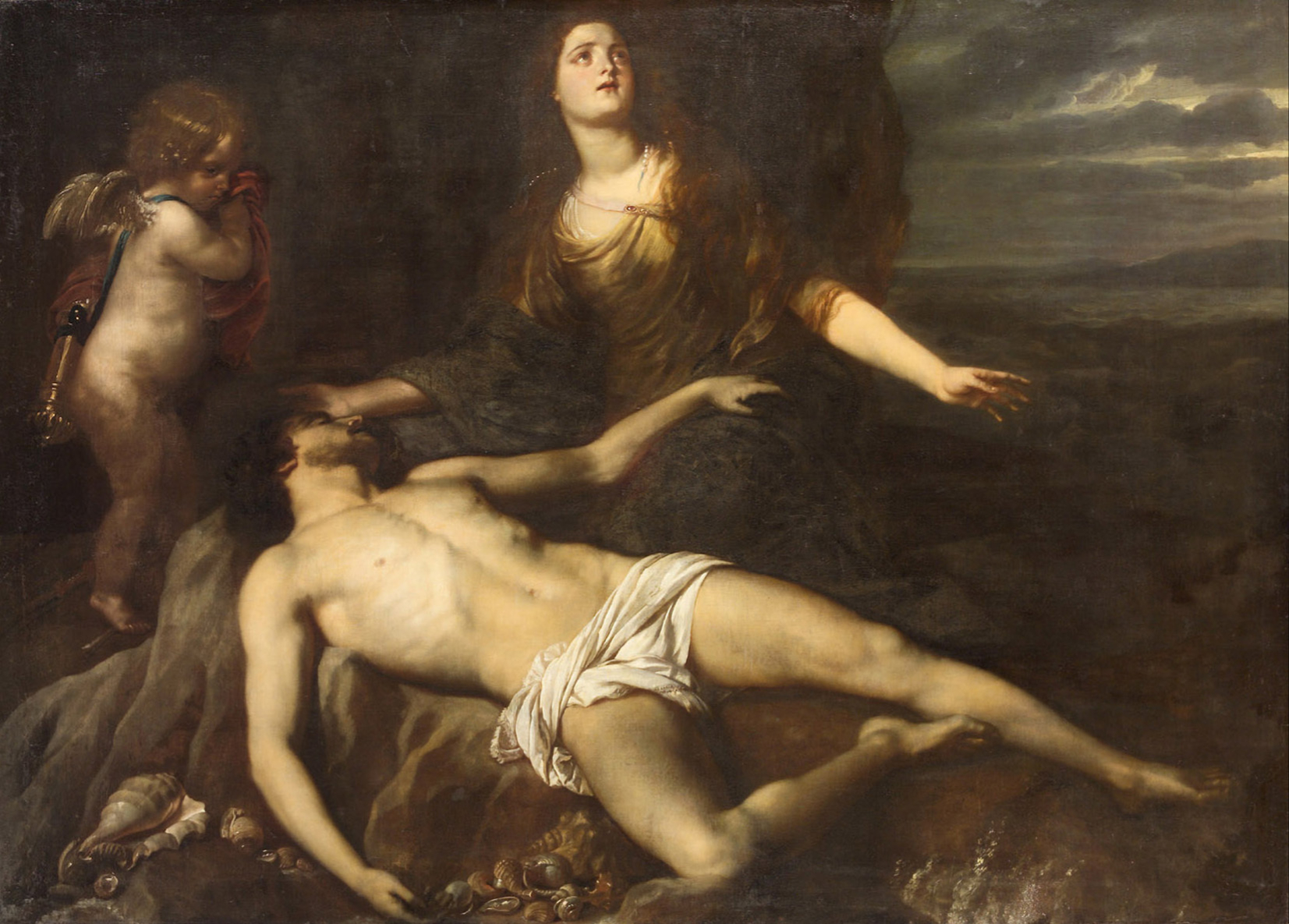
Hero îl plânge pe Leandru cel mort, de Jan van den Hoecke

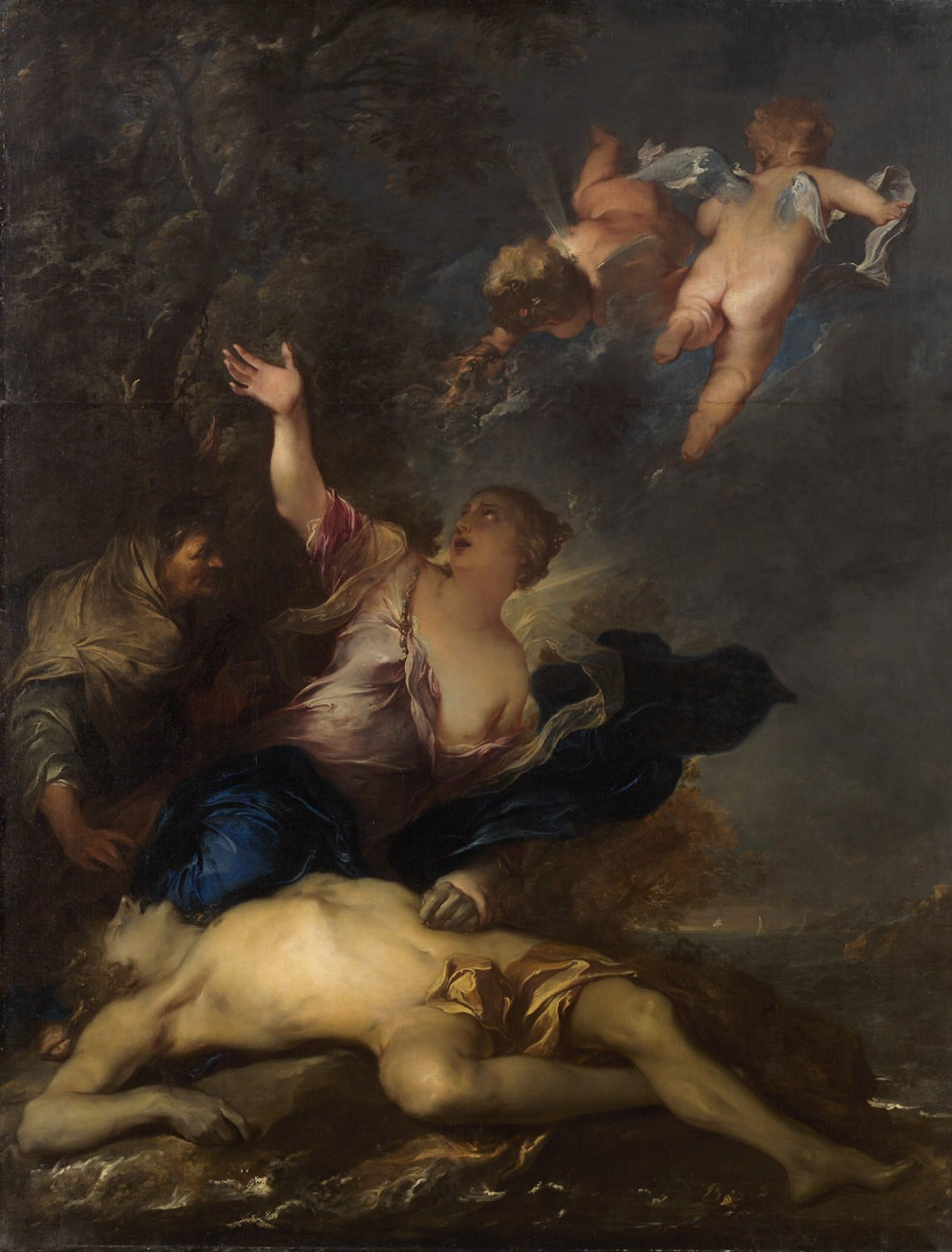
Hero îl plânge pe Leandru cel mort, de Gillis Backereel

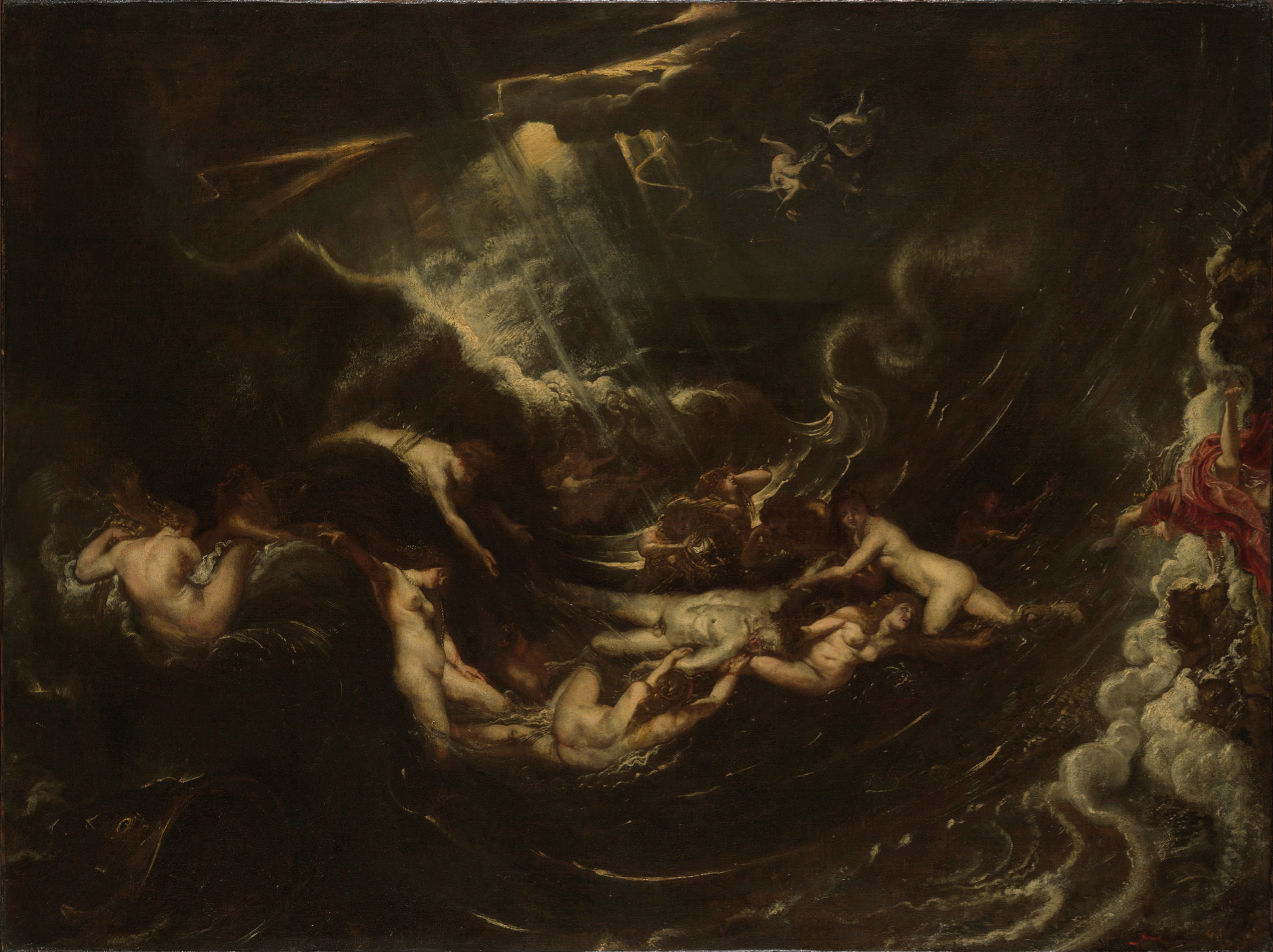
Hero și Leandru, de Peter Paul Rubens, cca. 1604